# Direito aduaneiro

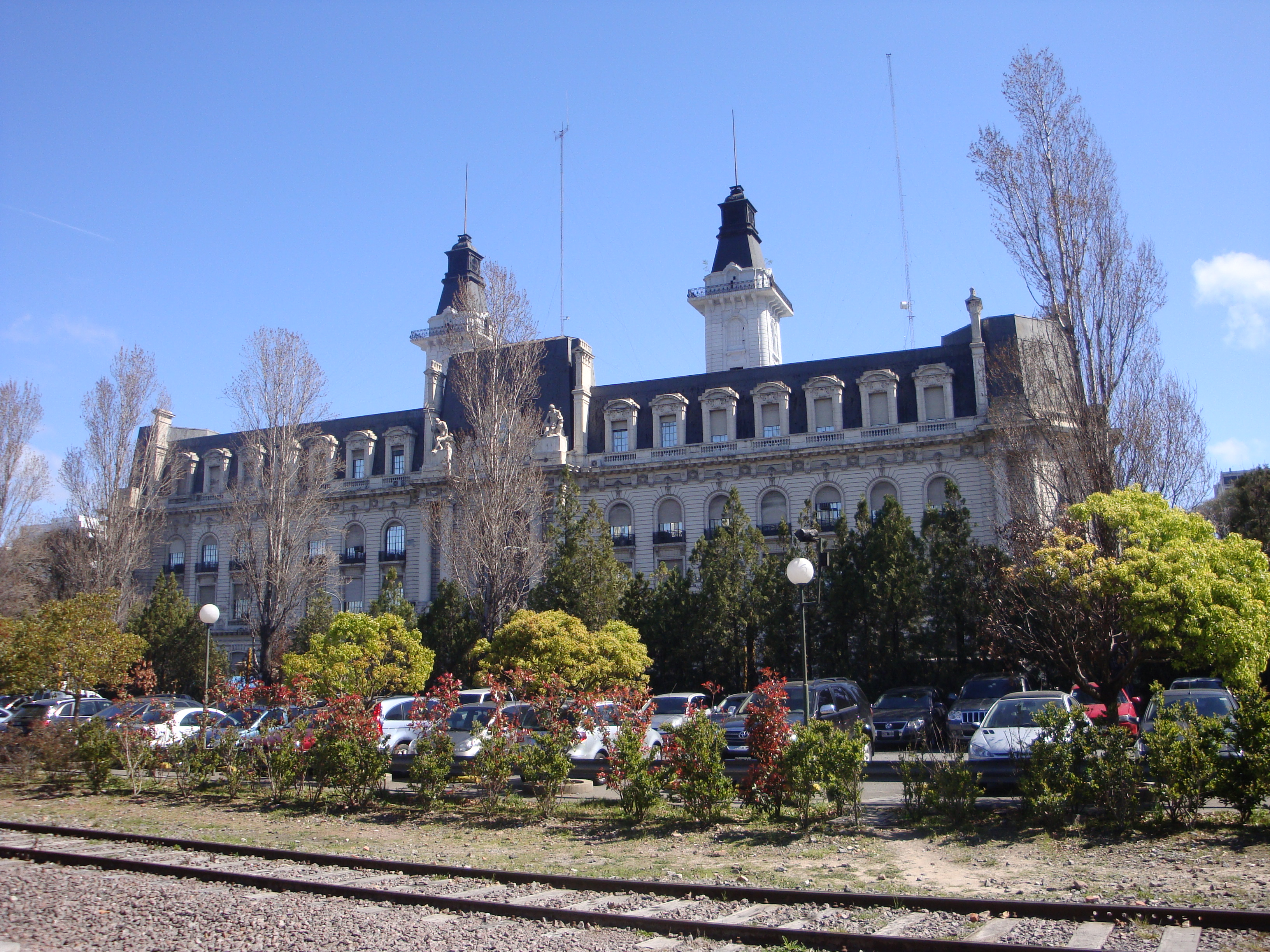
Aduana de Buenos Aires, na Argentina.

O direito aduaneiro é um ramo autônomo do Direito, com vistas a barreiras de interesse coletivo e proteção nacional, que caracteriza-se como um conjunto de normas legais criadas com o intuito de regular e controlar as operações de comércio exterior, regulando a circulação de mercadorias em caso de importação ou de exportação, além de impor sanções a indivíduos que cometem violações a estes regulamentos. O grande diferenciador desse ramo do Direito é a proteção do bem jurídico "controle aduaneiro", uma variação do poder de polícia. Caracteriza-se por uma mescla de disposições de direito administrativo, direito tributário e direito comercial clássico, com um momento em que ocorre a tributação aduaneira, dentro do procedimento de despacho aduaneiro. Normalmente, existe um procedimento especial para a imposição de sanções.
O objeto do Direito Aduaneiro é o controle do fluxo de pessoas e bens, visando ao resguardo de interesses públicos primários do Estado, como a saúde, a segurança, o meio ambiente, a economia e a política, sendo de grande importância para a política comercial e fiscal de um país, uma vez que através dele é possível adotar medidas protecionistas para proteger o mercado interno da concorrência de produtos estrangeiros.